# Sexuální abstinence

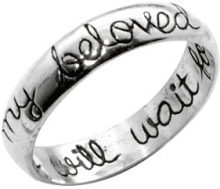
Prsten čistoty, organizace sdružující sexuální abstinenty, mladé křesťanské jedince, odmítající sexuální styk s nápisem „Čekám na milovaného.“

Sexuální abstinence je dočasné nebo trvalé omezení nebo přerušení takzvaného sexuálního života, jímž se v tomto smyslu rozumí zejména soulož. Důvody pro sexuální abstinenci mohou být různé, od čistě vynucených (není dostupný partner) až po praktické (omezení ze zdravotních důvodů) nebo společenské, ideologické či rituální (například celibát).
V některých zeměpisných oblastech musí sexuální abstinenci běžně dodržovat ženy, aby mohly vstoupit do manželství jako panny.